# 拉娜 (摔角手)
凱瑟琳·喬伊·佩里（英語：Catherine Joy Perry，1985年3月24日—）是美國職業摔角選手、職業摔角經紀人、女演員、舞者、模特兒和歌手。她以在世界摔角娛樂時期，並以「拉娜」（Lana）為擂台名稱而聞名。

## 早期生活
佩里於1985年3月24日出生於佛羅里達州蓋恩斯維爾， 是四個兄弟姐妹中的老大。她擁有葡萄牙和委內瑞拉的血統。 她小時候在拉脫維亞蘇維埃社會主義共和國度過了幾年的時光，父親在那裡擔任基督教傳教士。 佩里及其家人在1991年拉脫維亞獨立後仍留在拉脫維亞。佩里從小就渴望像母親一樣成為芭蕾舞者。她上了里加舞蹈學校（拉脫維亞國家歌劇院芭蕾舞學校），並從14歲開始與拉脫維亞國家芭蕾舞團跳舞。
佩里17歲那年回到美國，最初居住在紐約市，在那裡她在艾文艾莉美國舞蹈劇場、西班牙芭蕾舞團、百老匯舞蹈中心和瑪莎·葛蘭姆當代舞蹈中心跳舞。她後來就讀佛羅里達州塔拉赫西的佛羅里達州立大學（FSU），主修舞蹈和表演。 在就讀FSU時，她開始與詹·史泰格和其他幾名學生一起參加佛羅里達州立大學塞米諾爾美式足球隊足球比賽，打扮成女牛仔從看台上為球隊加油。 這些學生被稱為FSU女牛仔，2005年9月，在塞米諾爾隊和邁阿密颶風隊之間的比賽中被美國廣播公司評論員布蘭特·馬斯柏格承認後，進入了公眾視野。
佩里將這次曝光帶入了模特界，並出現在里奇（公司）)工具日曆等出版物的照片中，並擔任能量飲料和紅牛公司的代言人。 從畢業後，她搬到了洛杉磯，從事演藝事業。

## 職業摔角生涯

### 世界摔角娛樂

#### 經紀人角色（2013–2016）

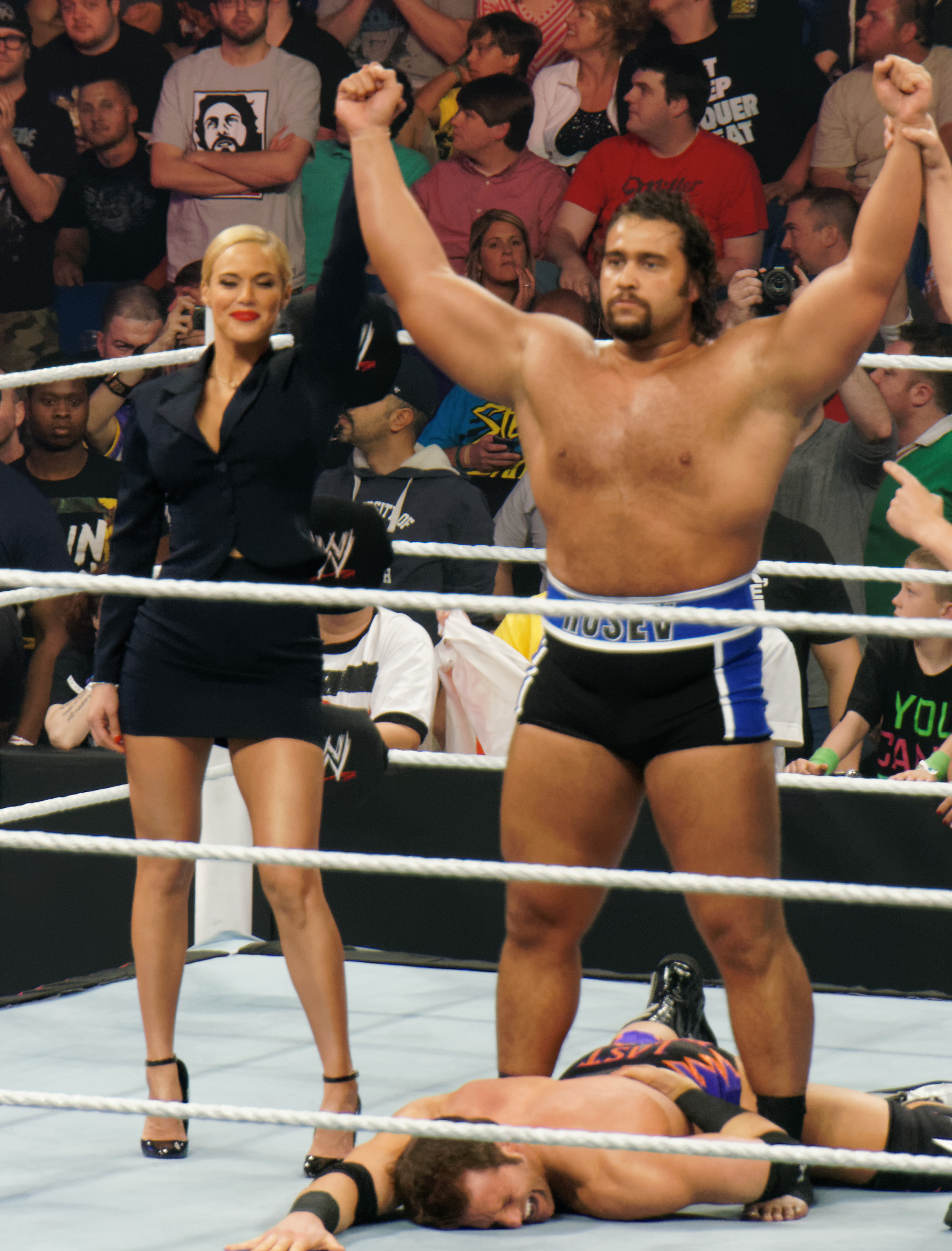
拉娜（左）在2014年4月的Raw中慶祝魯塞夫的勝利

2013年6月，佩里與WWE簽約，並被送到了他們的發展品牌NXT。 她在2013年10月23日的NXT中以“拉娜”為擂台名，進行首次的亮相。 在11月6日的NXT中，拉娜成為魯塞夫的“社會大使”，且為一個有俄羅斯口音並在大學期間主修外交與商務和社交媒體營銷的角色。拉娜在2014年1月31日的SmackDown上首次亮相，隨後幾週她和魯塞夫出現在一系列自我宣傳視頻和演講中。5月初，拉娜開始將魯塞夫的比賽奉獻給她的“英雄”俄羅斯總統佛拉迪米爾·普丁，並採用了反美親俄的手法。
拉娜於魯塞夫在殺戮戰場的比賽前的賽前活動中提出了一些有爭議的評論，指責美國發生了世界大事，並稱讚普丁。儘管她沒有明指是哪件大事，但一些媒體報導說，拉娜指的是馬來西亞航空17號班機空難，這場事故發生在殺戮戰場前三天，以幫助魯塞夫在與傑克·史威格的爭執中為魯塞夫加油。 WWE的一位代表後來告訴TMZ，該部分不是專門針對馬航的墜機事件。而WWE對此次的誤會並被冒犯的任何人表示歉意。
在11月3日的Raw之後，魯塞夫在世界摔角娛樂電視網上擊敗席莫斯拿下了WWE 美國冠軍。在2015年的摔角狂熱31中，魯塞夫無意中撞上了拉娜，將她從擂台上撞下來，魯塞夫也因此輸給了約翰·希南讓出了冠軍頭銜。5月17日，在拉娜代表魯塞夫投降後，希南在投降戰（"I quit" match）中擊敗了魯塞夫。10月11日，TMZ報導說，拉娜已經與魯塞夫訂婚，而拉娜也證實了這個消息。拉娜在11月30日的Raw中回歸，她和魯塞夫提到了他們的訂婚。
在2016年4月25日的Raw中，拉娜再度成為魯塞夫的經紀人。在7月19日舉行的WWE選秀中，拉娜被選入Raw，並於8月1日與魯塞夫首次亮相該品牌。8月8日，魯塞夫和拉娜的婚禮慶典被羅曼·瑞恩斯干擾，一個星期後，在8月17日的Raw中，魯塞夫與瑞恩斯打了一場比賽，但輸給了瑞恩斯。2017年初，魯塞夫遭受了合法的肩膀傷害，使得他們短暫離開了WWE。

#### 擂台上的競爭（2016–至今）

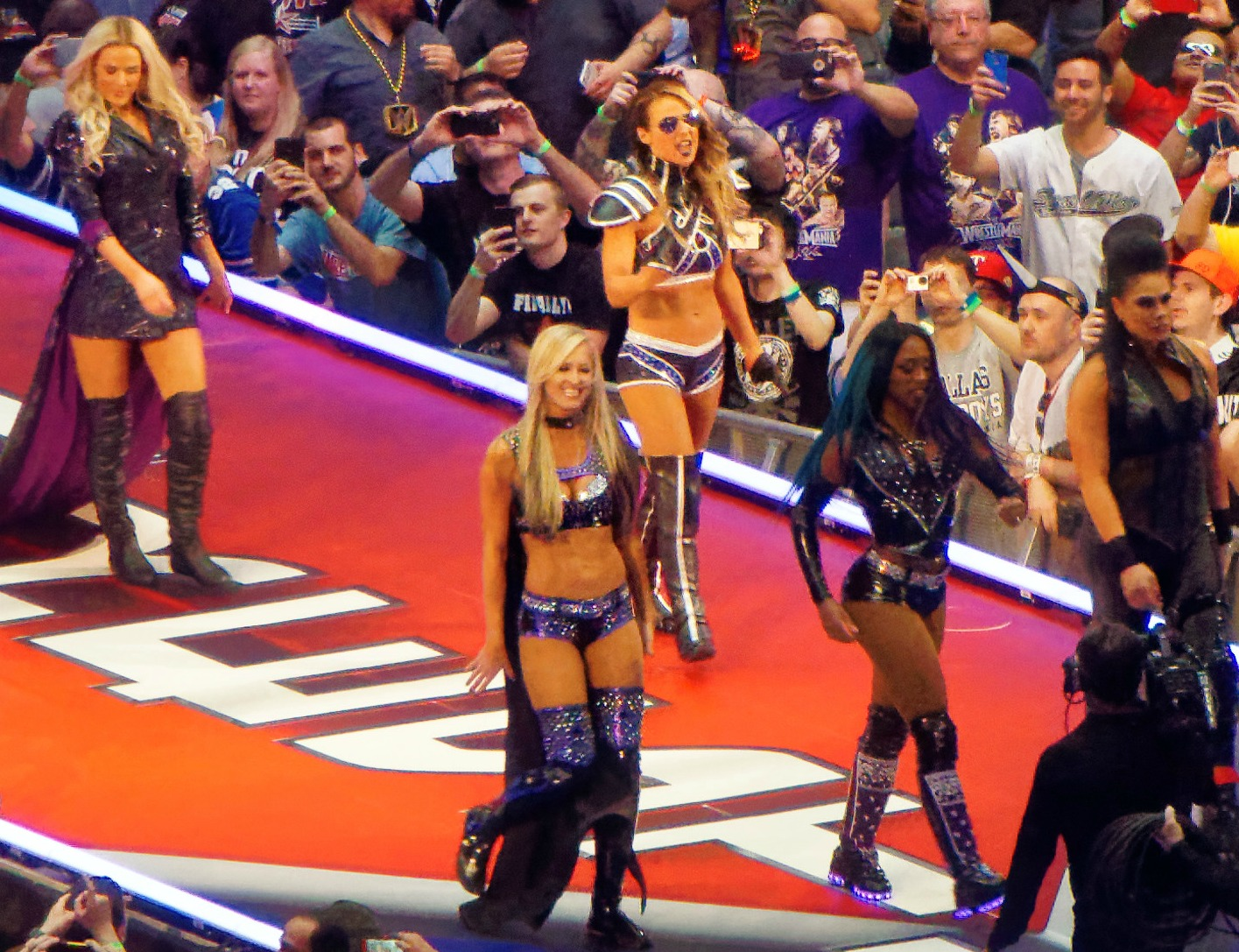
拉娜（最後一位）及其他團隊成員在摔角狂熱32上登場

在2016年4月2日的摔角狂熱32中，拉娜參加了五對五的團隊比賽，這是拉娜首次以摔角選手的身分進行比賽，最終她的團隊輸了。
2017年4月11日，拉娜被選入SmackDown品牌。在6月6日的SmackDown Live中，拉娜重返賽場，但未能在女子公事包大戰中爭奪即將到來的公事包鐵梯戰，同時也開始了與SmackDown女子冠軍娜奧米 (摔角手)的爭執，獲得了挑戰女子冠軍的機會。在6月18日的公事包大戰上，在卡梅拉的干擾下，拉娜在她生涯中首次電視轉播的單打比賽中被娜奧米擊敗。在6月27日和7月4日的SmackDown Live中，她又兩次與娜奧米比賽，但都未能獲勝。在7月23日的WWE殺戮戰場，拉娜參加了五人淘汰賽，以爭奪SmackDown女子冠軍的頭號挑戰者，在那裡她被貝基·林奇淘汰。在2018年1月28日的皇家大戰中，拉娜以第13名參賽者身份參加了有史以來的第一場女子皇家大戰，但被蜜雪兒·麥庫爾淘汰。接下來，拉娜與魯塞夫參加了WWE男女混和挑戰賽，在第一輪比賽中他們擊敗了埃利亞斯和貝莉 (摔角手)，這是拉娜在WWE的首場正式勝利。在5月22日的SmackDown Live中，拉娜擊敗比莉·凱，獲得參加女子公事包鐵梯戰的資格，這標誌著她在公司中的首場單打比賽的勝利。在公事包鐵梯戰中，拉娜未能獲勝。
在整個7月下旬，她與魯塞夫和艾登·英格力一起對抗安德拉德 (摔角手)和佐琳納·維加。而這也是自從2015年，拉娜首次以正派選手的方式來進行爭執。在夏日衝擊中，拉娜和魯塞夫面對維加和安德拉德，他們輸了，但是他們在接下來的SmackDown Live中贏得了比賽。在2019年4月7日的摔角狂熱35上，拉娜參加了一年一度的女子摔角狂熱多人混戰，但未能獲勝。
在2019年9月30日的Raw上，拉娜親吻了鮑比·萊士利背叛了魯塞夫，再度轉為反派選手。

## 個人生活
佩里曾與演員和前美式足球運動員伊賽亞·穆斯塔法約會。她於2016年7月29日與WWE摔角選手米羅斯拉夫·拜恩雅斯夫結婚，後者以他的擂台名魯塞夫聞名。

## 冠軍經歷及成就
- 職業摔角畫報
  - 在2019年前100名女性摔角選手中排名第98名[20]
- 《滾石雜誌》
  - 最差故事情節（2015年）[21] – 與多夫·錫格勒對決魯塞夫和桑瑪·蕾
- 摔角觀察員通訊
  - 最佳手法（2014年）– 與魯塞夫[22]

## 外部連結
- 拉娜在WWE官方網站的介紹 （页面存档备份，存于）（英文）
- C·J·佩里在互联网电影资料库（IMDb）上的資料（英文）